# Immigrazione in Australia

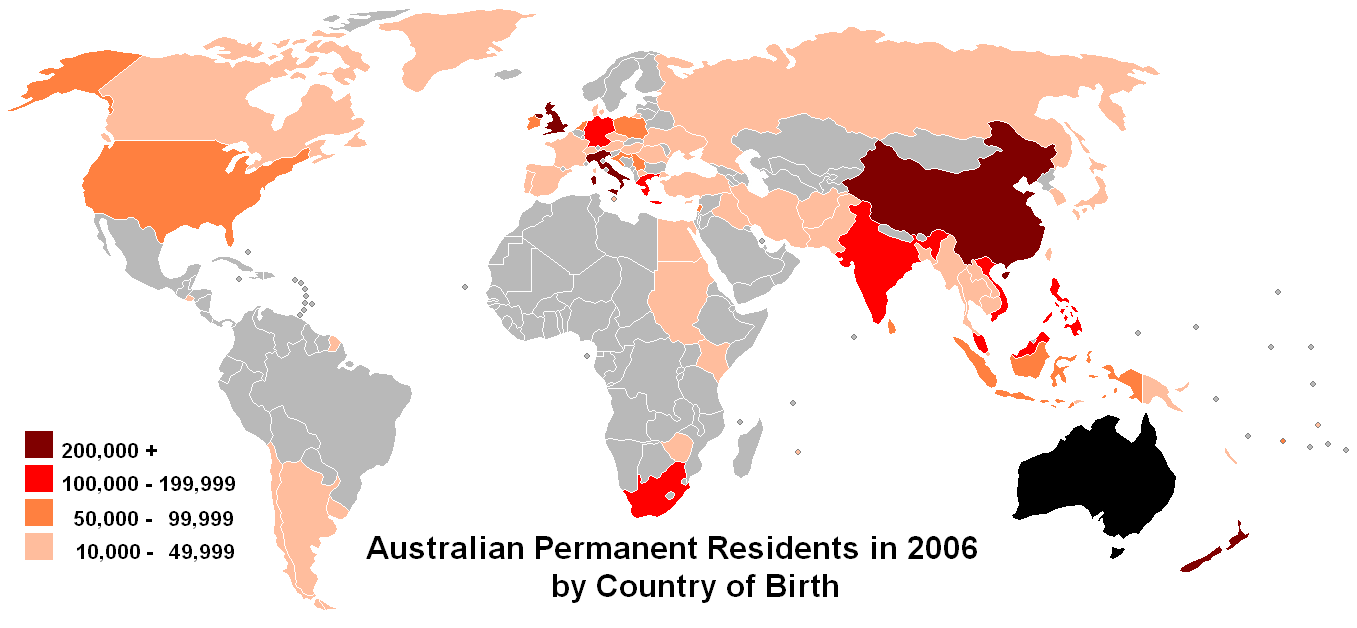
Paesi di provenienza degli australiani residenti nel 2006 (Fonte: Australian Bureau of Statistics (Istituto australiano di Statistica))

L'immigrazione verso l'Australia si stima sia cominciata intorno a 51.000 anni fa, quando gli antenati degli aborigeni australiani e dello Stretto di Torres arrivarono sul continente attraverso le isole dell'arcipelago malese e della Nuova Guinea.
Gli europei arrivarono nel XVI e XVIII secolo, ma la colonizzazione iniziò solamente nel 1788. Da allora al 1945 giunsero più di 7 milioni di persone come nuovi coloni.
L'idea di un programma su larga scala di emigrazione nacque alla fine della Seconda guerra mondiale. Furono presi accordi con il Regno Unito e altri Paesi europei e con l'organizzazione dei rifugiati internazionali per incoraggiare l'emigrazione, comprendendo gli sfollati provenienti dall'Europa devastata dalla guerra. Tra il 1945 e il 1960 arrivarono 1,6 milioni di persone; 1,3 milioni negli anni '60; circa 960.000 negli anni '70, 1,1 milione negli anni '80, oltre 900.000 negli anni '90 e ancora oltre 900.000 nel primo decennio del XXI secolo.
La più grande componente immigratoria è dovuta al bisogno di abilità-maestranze e a programmi di riunione delle famiglie.
Il censimento del 2011 mostra che oltre un quarto dei 22 milioni degli abitanti australiani è nata oltreoceano. Per lo più sono nati in Nuova Zelanda (16,2 %), Regno Unito (13,6%), India (10,9%), Cina (10%) e Sudafrica (4,6%). Gli immigrati arrivati tra il 2008 e il 2009 vengono da oltre 200 nazioni.

## Immigrazione dopo la seconda guerra mondiale

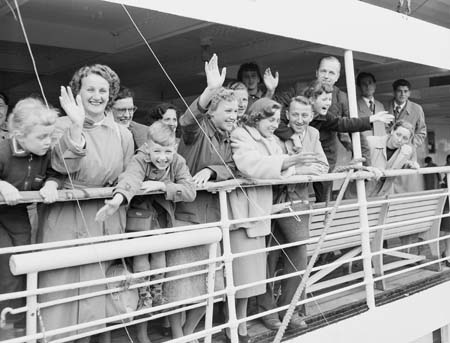
Immigrati olandesi appena arrivati in Australia, 1954; in quell'anno giunsero 50.000 olandesi

. L'emigrazione italiana è un fenomeno emigratorio su larga scala finalizzato all'espatrio che interessa la popolazione italiana, che ha riguardato dapprima l'Italia settentrionale e poi, dopo il 1880, anche il Mezzogiorno d'Italia, conoscendo peraltro anche consistenti movimenti interni, compresi cioè all'interno dei confini geografici del Paese.
Sono stati tre i periodi durante i quali l'Italia ha conosciuto un cospicuo fenomeno emigratorio destinato all'espatrio. Il primo periodo, conosciuto come Grande Emigrazione, ha avuto inizio nel 1861 dopo l'Unità d'Italia ed è terminato negli anni venti del XX secolo con l'ascesa del fascismo. Il secondo periodo di forte emigrazione all'estero, conosciuto come Migrazione Europea, è avvenuto tra la fine della seconda guerra mondiale (1945) e gli anni settanta del XX secolo. Tra il 1861 e il 1985 hanno lasciato il Paese, senza farvi più ritorno, circa 18.725.000 italiani. I loro discendenti, che sono chiamati "oriundi italiani", possono essere in possesso, oltre che della cittadinanza del Paese di nascita, anche della cittadinanza italiana dopo averne fatto richiesta, ma sono pochi i richiedenti che risiedono fuori Italia. Gli oriundi italiani ammontano nel mondo a un numero compreso tra i 60 e gli 80 milioni.

Una terza ondata emigratoria destinata all'espatrio, che è cominciata all'inizio del XXI secolo e che è conosciuta come Nuova Emigrazione, è causata dalle difficoltà che hanno avuto origine nella grande recessione, crisi economica mondiale che è iniziata nel 2007. Questo terzo fenomeno emigratorio, che ha una consistenza numerica inferiore rispetto ai due precedenti, interessa principalmente i giovani, spesso laureati, tant'è che viene definito come una "fuga di cervelli". Secondo l'anagrafe degli italiani residenti all'estero (AIRE), il numero di cittadini italiani che risiedono fuori dall'Italia è passato dai 3.106.251 del 2006 ai 4.973.942 del 2017, con un incremento pari al 60,1%.

## Paese di nascita dei residenti in Australia
Secondo l'Australian Bureau of Statistics nel 2018 7.341.910 di persone residenti in Australia sono nate fuori dal Paese, e rappresentano il 26.8% della popolazione australiana residente.
| Fonte: Australian Bureau of Statistics (2018) | Fonte: Australian Bureau of Statistics (2018) |
| Nazionalità                                   | Popolazione residente stimata                 |
| --------------------------------------------- | --------------------------------------------- |
| Totale australiani                            | 17 650 000                                    |
| Totale stranieri                              | 7 341 910                                     |
| Inghilterra                                   | 992 000                                       |
| Cina                                          | 651 000                                       |
| India                                         | 592 000                                       |
| Nuova Zelanda                                 | 568 000                                       |
| Filippine                                     | 278 000                                       |
| Vietnam                                       | 256 000                                       |
| Sudafrica                                     | 189 000                                       |
| Italia                                        | 187 000                                       |
| Malaysia                                      | 174 000                                       |
| Scozia                                        | 135 000                                       |
| Sri Lanka                                     | 134 500                                       |
| Corea del Sud                                 | 116 120                                       |
| Germania                                      | 114 580                                       |
| Grecia                                        | 108 830                                       |
| Stati Uniti                                   | 108 610                                       |
| Hong Kong                                     | 100 620                                       |

## Diversi tipi di immigrazione
Le diverse tipologie di immigrazione in Australia sono classificate sotto diverse categorie di visto:
- visto lavorativo: il visto lavorativo australiano è concesso per lo più ai lavoratori con un'alta specializzazione. I candidati sono valutati secondo un sistema basato su un punteggio. Questo tipo di visto è di solito promosso da quegli stati che assumono lavoratori secondo bisogni specifici. I visti possono essere concessi anche ai candidati sponsorizzati da un'azienda australiana. Il visto lavorativo sponsorizzato più popolare è il visto 457 (457 visa) che include anche un'assicurazione sanitaria.
- visto studentesco: gli studenti stranieri sono incoraggiati attivamente dal governo a studiare in Australia.
- visto familiare: è spesso garantito sulla base di legami familiari tra il residente australiano e chi vive all'estero.